# 朴章爀
朴章爀（韓語：박장혁，1998年10月31日—），韓國短道速滑運動員，他代表韓國隊參加了中國舉行的2022年冬季奧林匹克運動會，並且在男子5000米接力比賽上獲得銀牌。